# Ючи (народ)

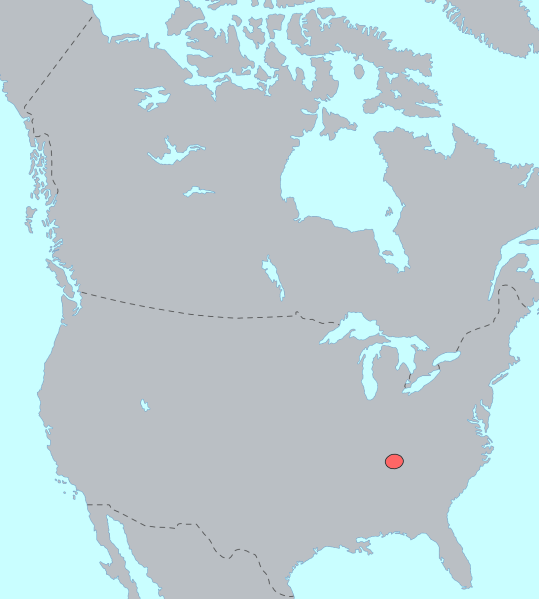
Первоначальная территория племени ючи

Ючи — индейский народ, говорящий на изолированном языке ючи. Также известен под названием tsoyaha. Название «ючи» происходит из слова крикского языка yutci, означающего «(живущие) вдали от поселения». Племя ючи также ассимилировали остатки племени саванна.

## Область обитания
Ючи традиционно обитали на востоке штата Теннеси и на юго-востоке штата Джорджия, Вирджиния в устье реки Саванна. В настоящее время проживают в округах Крик и Окмалги в штате Оклахома.

## Демография
В 1650 их численность, по оценкам, составляла около 1,5 тыс. человек, однако к 1715 снизилась до 400, а в 1910 в Оклахоме проживало всего 78 ючи рядом с соседним крупным племенем крики. В 1930 численность увеличилась до 200 человек, в 1970 до 1000, в 1980 до 1500.
Что касается носителей языка, в 1997 им владело от 17 до 19 человек, а в настоящее время — менее 10. .

## Обычаи
Вследствие длительного совместного проживания с носителями маскогских языков обычаи ючи весьма близки к маскогским.

## История
В 1540 Эрнандо де Сото натолкнулся на племя ючи на реке Хиваси (Hiwasee); в его дневнике они упоминаются под названием Chisca. Де Сото описывал их как благородный, гордый, вспыльчивый народ. Независимо от него, в 1539 испанец по имени Байано сообщал, что убил много индейцев из этого племени.
В 1630 переселились в Аппалачи, а в 1670 г. впервые встретились с англичанами, установив хорошие торговые отношения с колонией Джорджия.
Под давлением белых колонистов были вынуждены переселиться в начале XVIII века на реку Чаттахучи, где постепенно попали под влияние конфедерации криков, вместе с которыми были выселены на территорию будущего штата Оклахома в 1829 году, где и живут в округах Крик и Окмалги.